# 明斯克文化宮

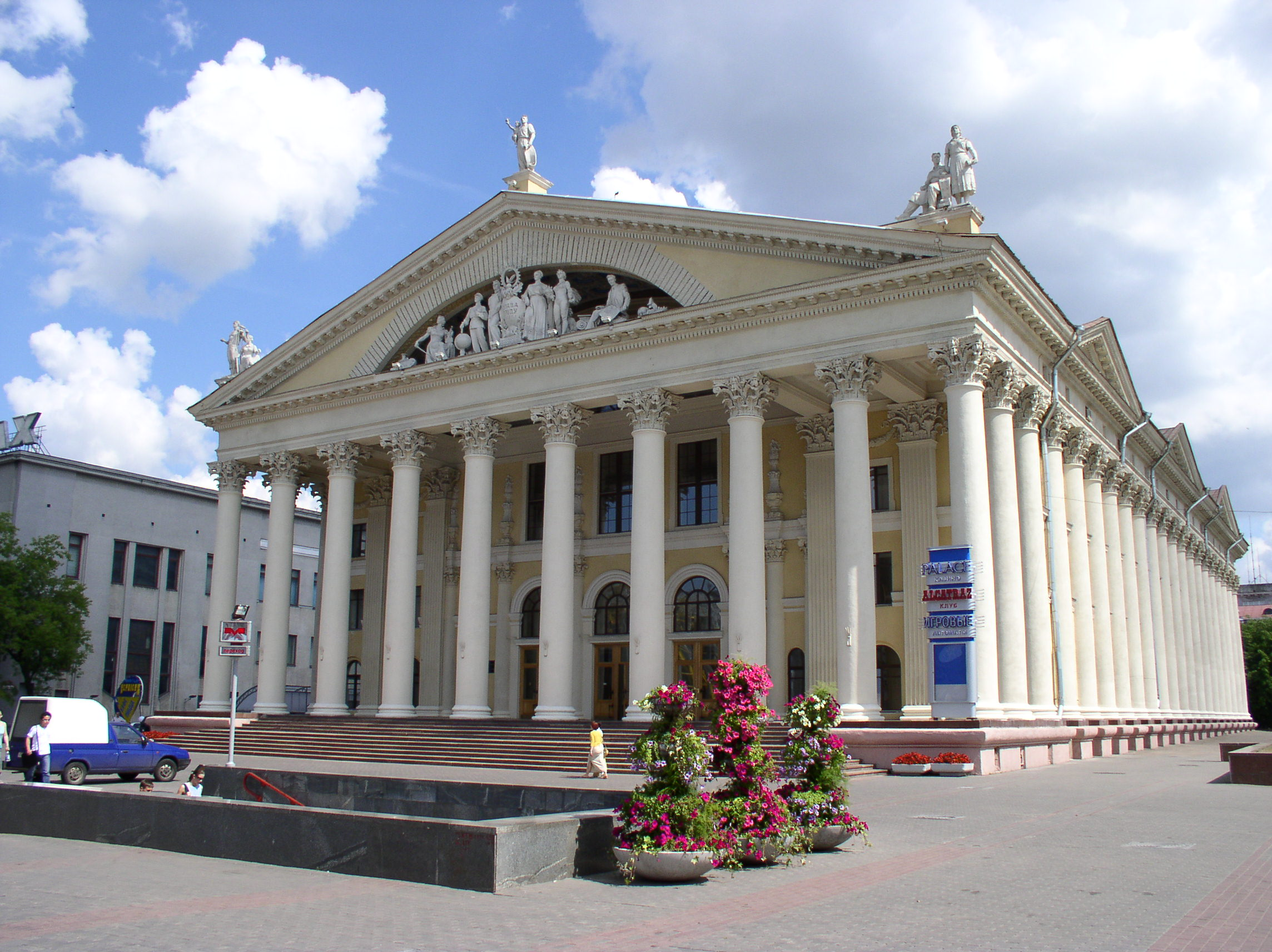
明斯克文化宮

明斯克文化宮是白俄羅斯首都明斯克的一座建築。明斯克文化宮位於獨立大道上的十月廣場，建築啟用於1956年。文化宮內有圖書館、俱樂部、會議廳等各種設施。